# The Ride Majestic
The Ride Majestic è il decimo album in studio del gruppo melodic death metal svedese Soilwork, pubblicato nel 2015.

## Tracce
1. The Ride Majestic – 4:09
2. Alight in the Aftermath – 3:47
3. Death in General – 4:59
4. Enemies in Fidelity – 4:16
5. Petrichor by Sulphur – 5:11
6. The Phantom – 3:57
7. The Ride Majestic (Aspire Angelic) – 4:46
8. Whirl of Pain – 5:01
9. All Along Echoing Paths – 4:21
10. Shining Lights – 3:43
11. Father and Son, Watching the World Go Down – 5:40

## Formazione

### Gruppo
- Björn Strid − voce
- Daniel Antonsson − chitarra
- Sylvain Coudret − chitarra, basso
- Sven Karlsson − tastiere
- Markus Wibom – basso (solo accreditato)
- Dirk Verbeuren − batteria

### Ospiti
- Pascal Poulsen – voce in The Phantom
- Nathan James Biggs – voce in Father and Son, Watching the World Go Down